# Jacques Boutard
Pour les articles homonymes, voir Boutard.
Jacques Boutard, né le 11 janvier 1906 à Paris et mort le 10 janvier 1982 à Limoges, est un homme politique français.

## Biographie
Fils du député radical Jean-Baptiste Boutard, Jacques Boutard est né le 11 janvier 1906 à Paris. Il effectue ses études secondaires au lycée de Poitiers et, comme son père, les poursuit à la faculté de médecine de Paris. Élève de l’Institut Pasteur à partir de 1935, il est mobilisé en 1939. Il fait l’objet de trois citations. À l’issue des combats, Jacques Boutard est fait prisonnier mais il s’évade, soutient sa thèse de médecine en 1943 et s’installe comme médecin généraliste à Saint-Yrieix-la-Perche. Il s’engage comme médecin volontaire FFI dans la Résistance Française.
Inscrit à la SFIO depuis 1920, c’est sous cette étiquette que Jacques Boutard se présente avec succès à l’élection municipale Le Chalard en 1936 à l’âge de 30 ans. Jusqu’à sa mort en 1982, il conserve un mandat municipal dans son département. Après dix ans à la mairie du Chalard, Jacques Boutard est élu maire de Saint-Yrieix-la-Perche en mai 1945. En outre, en 1958, il devient conseiller général du canton de Saint-Yrieix-la-Perche et le demeure jusqu’à son décès. Aux élections législatives de novembre 1958 Au premier tour, le maire de Saint-Yrieix-la-Perche affronte quatre listes dont celle de son principal adversaire, le communiste Marcel Rigout, tourneur sur métaux. Dans cette circonscription nettement ancrée à gauche, il s’agit en effet de l’emporter face au candidat du PCF : lors des élections anticipées de 1956, les communistes ont remporté deux sièges, comme les socialistes, le cinquième étant revenu à Roland Dumas, candidat de l’Union démocrate et socialiste de la résistance (UDSR). Pourtant, dans sa profession de foi, il concentre surtout ses attaques contre « ceux qui, prêts à imposer la dictature, prétendent avoir le monopole de la République » c'est-à-dire les gaullistes.
Au cours de la première législature de la Ve République, Jacques Boutard s’impose au Palais-Bourbon comme l’un des spécialistes des affaires culturelles et en particulier du cinéma. Inscrit au groupe socialiste, le nouveau député de la Haute-Vienne est nommé membre de la Commission des affaires culturelles, familiales et sociales. Il appartient également à la commission consultative du cinéma et de la commission de contrôle sur l’union générale cinématographique. C’est à ce domaine qu’il consacre l’essentiel de son activité de parlementaire. En effet, il dépose trois avis concernant le cinéma sur les projets de loi de finances (1960, 1961, 1962). Ses nombreuses interventions concernent aussi principalement l’industrie cinématographique et son contrôle. En 1973, le député de Haute-Vienne se porte une dernière fois candidat sous l’étiquette « socialiste indépendant ». Au terme d’un premier tour très mobilisateur (la participation est de 83%), Jacques Boutard ne recueille que 28,6% des suffrages soit dix points de moins que Marcel Rigout. A la différence du précédent scrutin, le Parti socialiste a investi un candidat, Pierre Desvalois, qui a d’ailleurs obtenu 18,6% des voix – ce qui explique le mauvais score du député sortant. Au deuxième tour, son adversaire communiste bénéficie largement du report des voix du candidat du PS. Une majorité solide (52,5%) permet à Marcel Rigout de retrouver le chemin du Palais-Bourbon tandis que le maire de Saint-Yrieix-la-Perche décide de consacrer la fin de sa carrière à ses mandats locaux. Jacques Boutard meurt le 10 janvier 1982

## Détail des fonctions et des mandats
Mandats parlementaires
- 30 novembre 1958 - 9 octobre 1962 : Député de la 2e circonscription de la Haute-Vienne
- 25 novembre 1962 - 2 avril 1967 : Député de la 2e circonscription de la Haute-Vienne
- 30 juin 1968 - 1er avril 1973 : Député de la 2e circonscription de la Haute-Vienne

Mandats locaux
- 20 mai 1945 - 10 janvier 1982 : Maire de Saint-Yrieix-la-Perche
- 1958 - 1982 : Conseiller général du canton de Saint-Yrieix-la-Perche

## Décorations
- Chevalier de la Légion d'honneur
- Officier de l'ordre du Mérite agricole
- Officier de l'ordre des Palmes académiques

## Hommages
Le Centre hospitalier à Saint-Yrieix-la-Perche porte son nom.